# Vlado Lentz
Vlado Kobas Lentz (født i 1960 i Kroatien) er en dansk politibetjent, forfatter, foredragsholder og tv-personlighed. Han er kendt for sin deltagelse i tv-programmet Politijagt på Kanal 5, hvor han har medvirket siden 2009, hvilket har gjort ham til en af Danmarks mest kendte politibetjente.

## Baggrund
Lentz er født i det tidligere Jugoslavien og kom til Danmark som niårig. Han voksede op på Vesterbro og blev dansk statsborger som 18-årig. Efter at have aftjent sin værnepligt søgte han ind i politiet, hvor han blev optaget som 25-årig.  
Hans interesse for motorcykler førte ham til færdselspolitiet, hvor han har arbejdet siden 1985.

## Karriere

### Politiet
Vlado Lentz har i sin karriere specialiseret sig i færdselssikkerhed og færdselslovgivning. Han patruljerer de danske veje for at forebygge og håndhæve lovovertrædelser, herunder hastighedsoverskridelser, spirituskørsel og aggressiv kørsel.  
Han har desuden fungeret som instruktør for nye betjente og holdt foredrag om sit arbejde, hvor han deler sine oplevelser fra patruljetjenesten.

### Tv og medier
Lentz blev landskendt gennem Politijagt, som dokumenterer politiets arbejde på vejene. Programmet viser ham i aktion, hvor han opretholder færdselssikkerheden og interagerer med trafikanter på sin karakteristiske rolige og pædagogiske måde.  
Han har også medvirket i specialudgaver af programmet, hvor han har rejst til USA for at følge politiets arbejde i Philadelphia og Utah. Derudover har han været i Sydafrika, hvor han observerede specialstyrken The Flying Squad i deres arbejde.
Han har også optrådt som gæst i talkshows og debatprogrammer, hvor han har diskuteret færdselssikkerhed og politiets rolle i samfundet.

### Forfatterskab
Lentz debuterede som forfatter i 2018 med bogen Vlado - "Goddag, det er færdselspolitiet", som han skrev i samarbejde med Preben Lund. Bogen indeholder anekdoter fra hans arbejde som betjent samt refleksioner over retfærdighed og lovhåndhævelse.  
I 2020 bidrog han til bogen Vejen til vrede: vanvidskørsel, vejvrede og kort lunte på fire hjul, som handler om aggression i trafikken og de farer, det medfører.

### Podcast
Sammen med Linse Kessler er Lentz vært på podcasten Linse & Vlado - På kant med loven, hvor de diskuterer kriminalitet, lovovertrædelser og deres oplevelser med retssystemet i Danmark. Podcasten kombinerer humor og alvor og har haft flere interessante gæster.

## Privatliv
Lentz blev i 2001 gift med Brit Kobas Lentz, og parret har to børn sammen. Han har også to børn fra et tidligere forhold.
Han er aktiv i Hjemmeværnet og har en stor passion for motorcykler.  